# Fenolftalein
Fenolftalein (især blandt kemikere også skrevet Phenolphthalein) er en pH-indikator med omslagsområde fra pH 8,2 til 10,0. Indikatoren skifter fra farveløs til lyserød i omslagsområdet for stigende pH og bruges ofte ved en syre-base titrering.
Den lyserøde farve stammer fra en anion med tre resonansstrukturer.
| Naturvidenskab | Spire Denne naturvidenskabsartikel er en spire som bør udbygges. Du er velkommen til at hjælpe Wikipedia ved at udvide den. |